# Guttenberg (Iowa)
Guttenberg è una città degli Stati Uniti d'America, situata nello Stato dell'Iowa, nella contea di Clayton.